# Diccionario de uso del español
El Diccionario de uso del español es un libro creado por la bibliotecaria y lexicógrafa española María Moliner y publicado en 1966. Durante quince años lo escribió en la mesa del salón de su casa fuera de su horario laboral de cinco horas como bibliotecaria utilizando fichas de papel y una máquina de escribir portátil.

## Trabajo

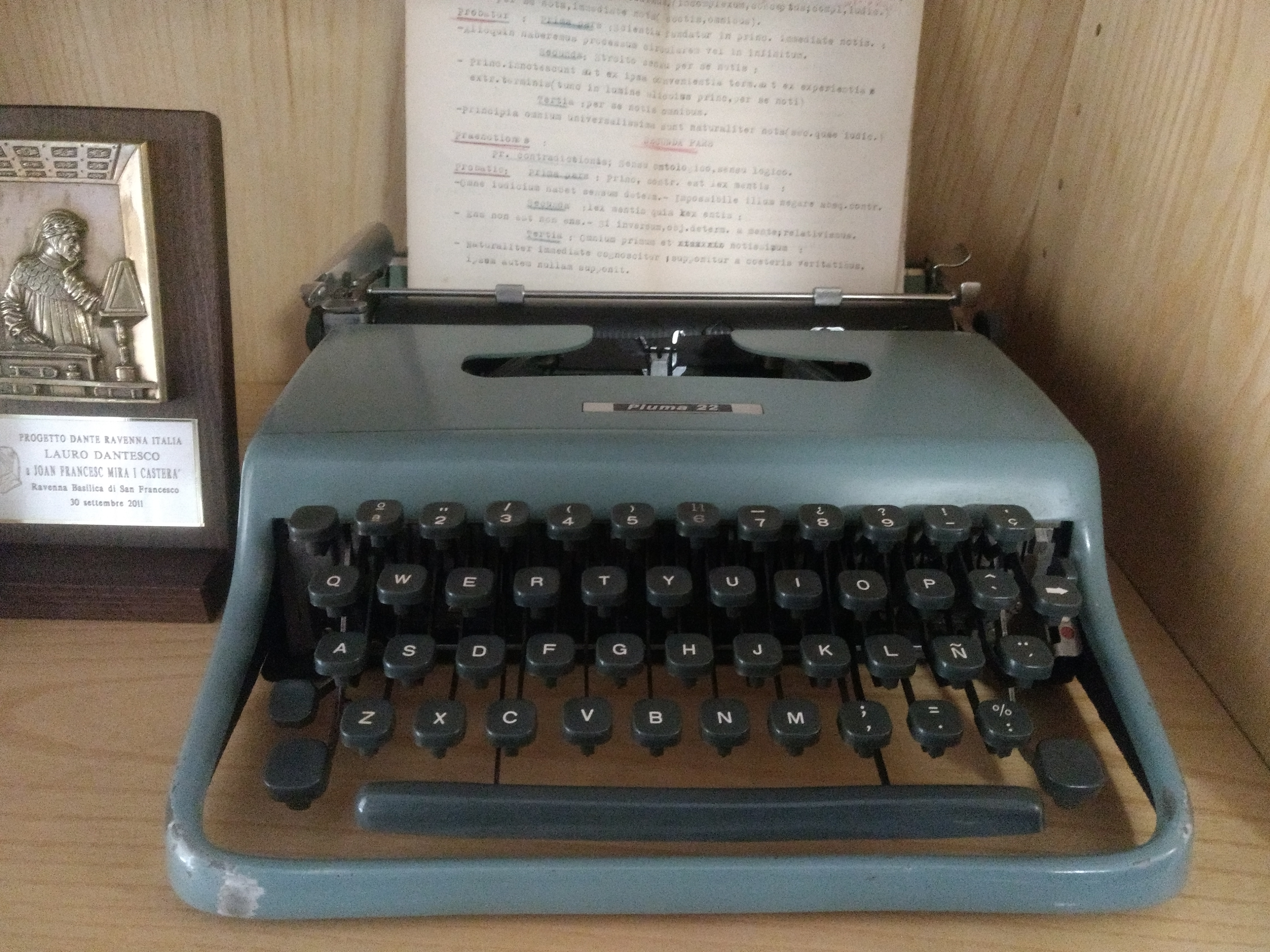
Máquina de escribir portátil Olivetti Pluma 22.

Hacia 1952, su hijo Fernando le trajo de París el Learner’s Dictionary of Current English de A. S. Hornby (1948). A ella, que, consciente de las deficiencias del Diccionario de la lengua española, andaba ya confeccionando anotaciones sobre vocablos, este libro le dio la idea de hacer «un pequeño diccionario... en dos añitos». Por entonces comenzó a componer su Diccionario de uso del español, ambiciosa empresa que le llevaría más de quince años, trabajando siempre en su casa. A instancias del académico Dámaso Alonso, que seguía con interés su trabajo y tenía conexiones con la editorial Gredos, Moliner acabó firmando, en 1955, un contrato con esta para la futura publicación de la obra, cuya edición tipográfica fue muy laboriosa.
La familia se instaló en Madrid y María se incorporó a la Biblioteca de la Escuela Técnica Superior de Ingenieros Industriales de Madrid, llegando a ser su directora hasta su jubilación en 1970. Ese año, el Ministerio de Educación y Ciencia, por acuerdo de 6 de julio de 1970, acordó su ingreso en la Orden Civil de Alfonso X el Sabio, en su categoría de Lazo.
María Moliner escribió su diccionario en casa fuera de su horario laboral de cinco horas como bibliotecaria. Sus herramientas fueron una pluma Montblanc, una máquina de escribir portátil Olivetti Pluma 22 y miles de fichas de papel.

El hecho es que se aislaba y se aislaba para trabajar con una intensidad tremenda. Una labor diaria e individual. Mi madre sacaba tiempo antes de ir a la biblioteca de la Escuela de Ingenieros Industriales de Madrid. Madrugaba, trabajaba y luego siempre había que quitar las cosas de la mesa para poder desayunar.
Fernando Ramón Moliner (hijo)

A la abuela la recuerdo siempre sentada en su mesa de trabajo. La mesa no estaba en un despacho aislado, sino en el salón de la casa. Ella tenía una capacidad de concentración tremenda. Los niños correteábamos y ella no se inmutaba, levantaba la cabeza de sus fichas, sonreía y seguía trabajando.
Genoveva Pitarch (nieta)

Encontraba las palabras en:

Sobre todo las que encuentro en los periódicos. Porque allí viene el idioma vivo, el que se está usando, las palabras que tienen que inventarse al momento por necesidad.
María Moliner

En su dedicatoria escribió:

A mi marido y a nuestros hijos les dedico esta obra terminada en restitución de la atención que por ella les he robado.
María Moliner

Su Diccionario era de definiciones, de sinónimos, de expresiones, frases hechas y de familias de palabras. Además, anticipó la ordenación de la Ll en la L, y de la Ch en la C (criterio que la RAE no seguiría hasta 1994), o términos de uso ya común pero que la RAE no había admitido, como «cibernética», y agregó una gramática y una sintaxis con numerosos ejemplos.

El diccionario de la Academia es el diccionario de la autoridad. En el mío, no se ha tenido demasiado en cuenta la autoridad... Si yo me pongo a pensar qué es mi diccionario, me acomete algo de presunción: es un diccionario único en el mundo.
María Moliner

La primera (y la única edición original autorizada por ella) fue publicada en 1966-1967.
En la presentación del diccionario escribió en abril de 1966:

Por fin, he aquí una confesión: La autora siente la necesidad de declarar que ha trabajado honradamente, que, conscientemente, no ha descuidado nada; que, incluso en detalles nimios en los cuales, sin menoscabo aparente, se podía haber cortado por lo sano, ha dedicado a resolver la dificultad que presentaban un esfuerzo y un tiempo desproporcionados con su interés, por obediencia al imperativo irresistible de la escrupulosidad; y que, en fin, esta obra, a la que, por su ambición, dadas su novedad y su complejidad, le está negada como a la que más la perfección, se aproxima a ella tanto como las fuerzas de su autora lo han permitido.
María Moliner

## Obras utilizadas
Un diccionario es siempre deudor de información e innumerables obras, particularmente diccionarios, ya existentes. Éste, dejando aparte las obras de consulta empleadas esporádicamente, cuya relación completa sería difícil de hacer y carecería de interés, se basa fundamentalmente en el Diccionario de la Lengua española de la Real Academia Española (en las citas, D.R.A.E., siglas de Diccionario de la Real Academia Española, designación con que es generalmente conocido), seguido paso a paso en la redacción de los artículos, si bien refundiendo y reorganizando las acepciones. Y para las notas etimológicas se ha utilizado esa pequeña joya que es el Breve Diccionario etimológico de la lengua castellana de Joan Corominas, con alguna que otra consulta a su predecesor el monumental Diccionario crítico etimológico, del mismo autor.
María Moliner.

## Reconocimientos
El premio Nobel de Literatura Gabriel García Márquez afirmó:

María Moliner —para decirlo del modo más corto— hizo una proeza con muy pocos precedentes: escribió sola, en su casa, con su propia mano, el diccionario más completo, más útil, más acucioso y más divertido de la lengua castellana. Se llama Diccionario de uso del español, tiene dos tomos de casi 3000 páginas en total, que pesan tres kilos, y viene a ser, en consecuencia, más de dos veces más largo que el de la Real Academia de la Lengua, y —a mi juicio— más de dos veces mejor. María Moliner lo escribió en las horas que le dejaba libre su empleo de bibliotecaria.
Gabriel García Márquez

Su diccionario es casi como literatura porque Moliner se toma en cada entrada mucho trabajo para explicar. Y eso se ve en la obra, en la cantidad de años que le llevó hacer el diccionario.
Claudia Piñeiro

En palabras de Manuel Seco:

...es el intento innovador más ambicioso (...) Es un esfuerzo digno de toda nuestra admiración: pero no es una meta, sino una etapa.
Manuel Seco

## Ediciones
Existen cuatro ediciones del diccionario. La primera, que sigue la estructura original de la autora, ya no se publica. La segunda está reorganizada y las definiciones varían bastante, para «completar y dar forma definitiva a los materiales existentes». Esta segunda edición es causa de conflictos entre la editorial y los herederos de la escritora.

### Primera edición (1966-67)

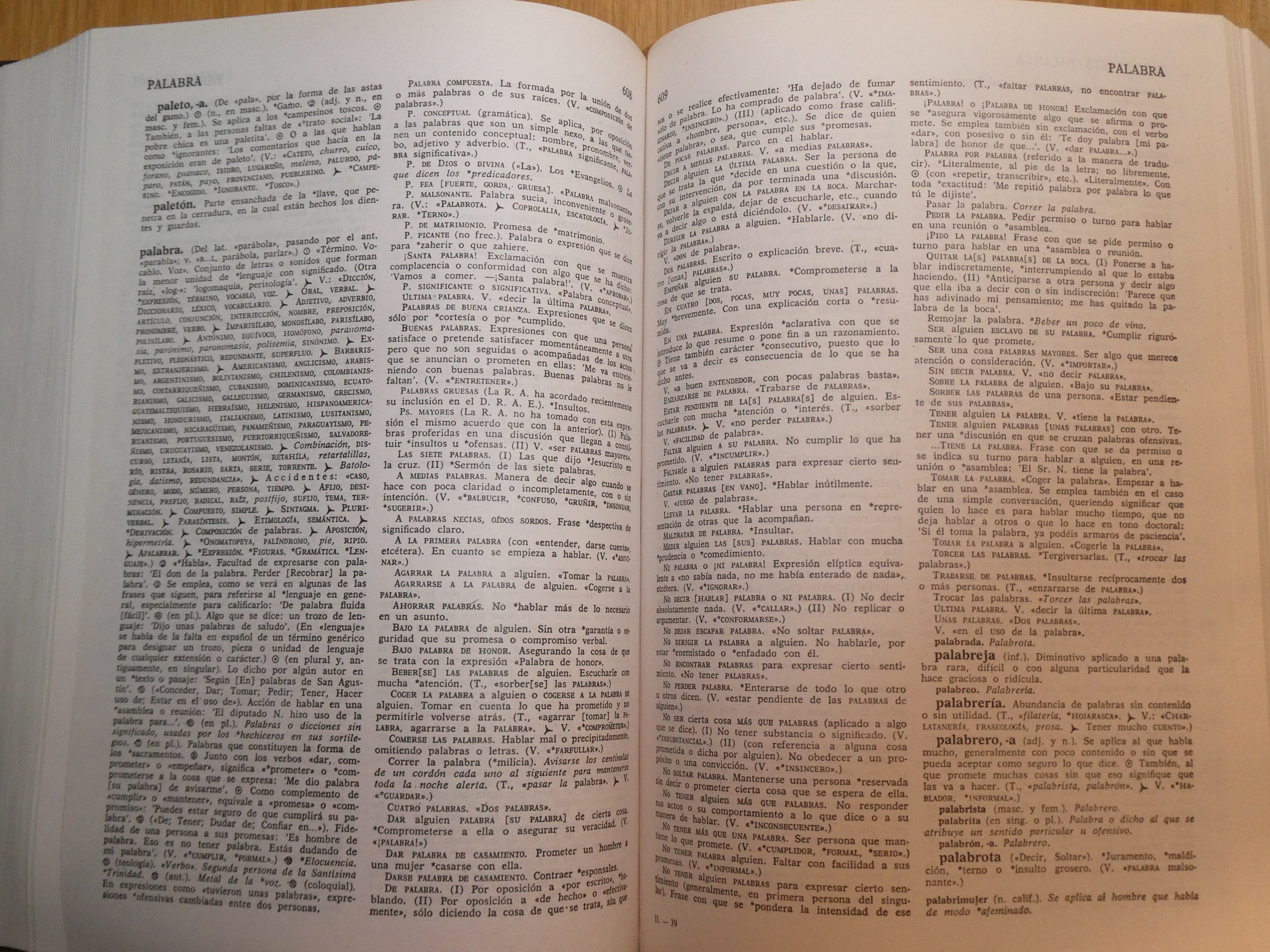
Diccionario de uso del español de María Moliner (ed. de 1990), página de «palabra».

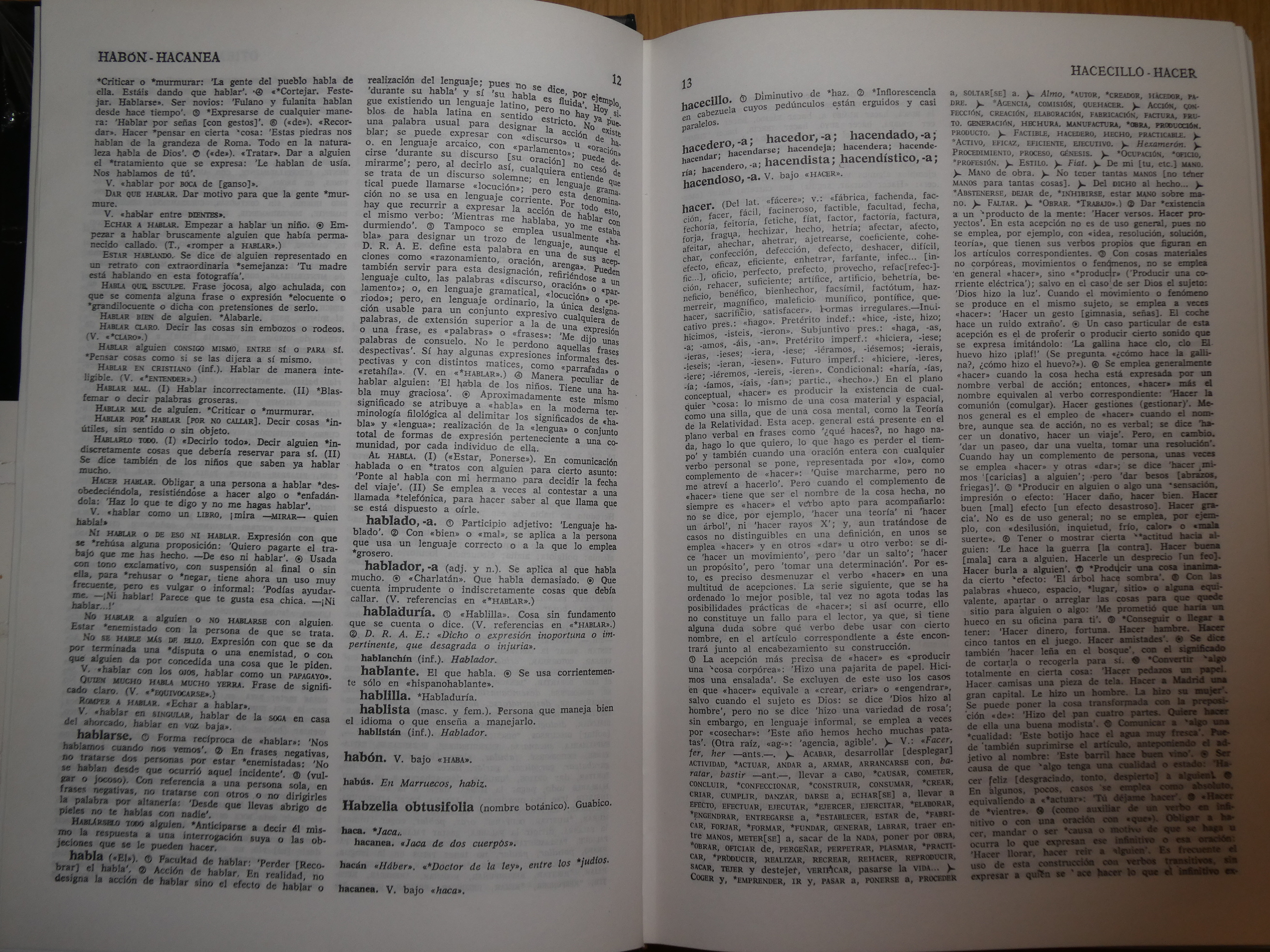
Diccionario de uso del español de María Moliner (ed. de 1990), página de «hacer».

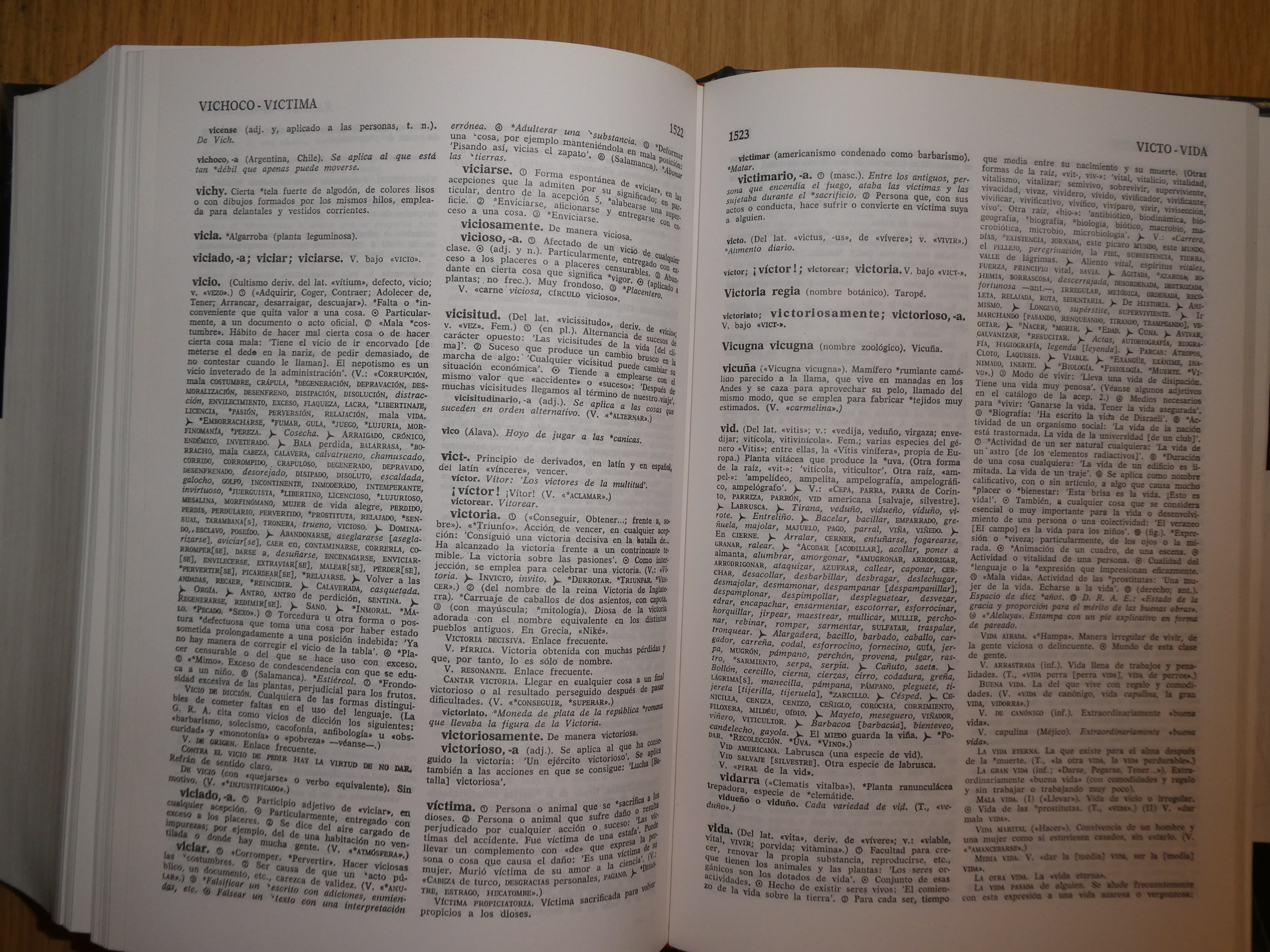
Diccionario de uso del español de María Moliner (ed. de 1990), página de «vida».

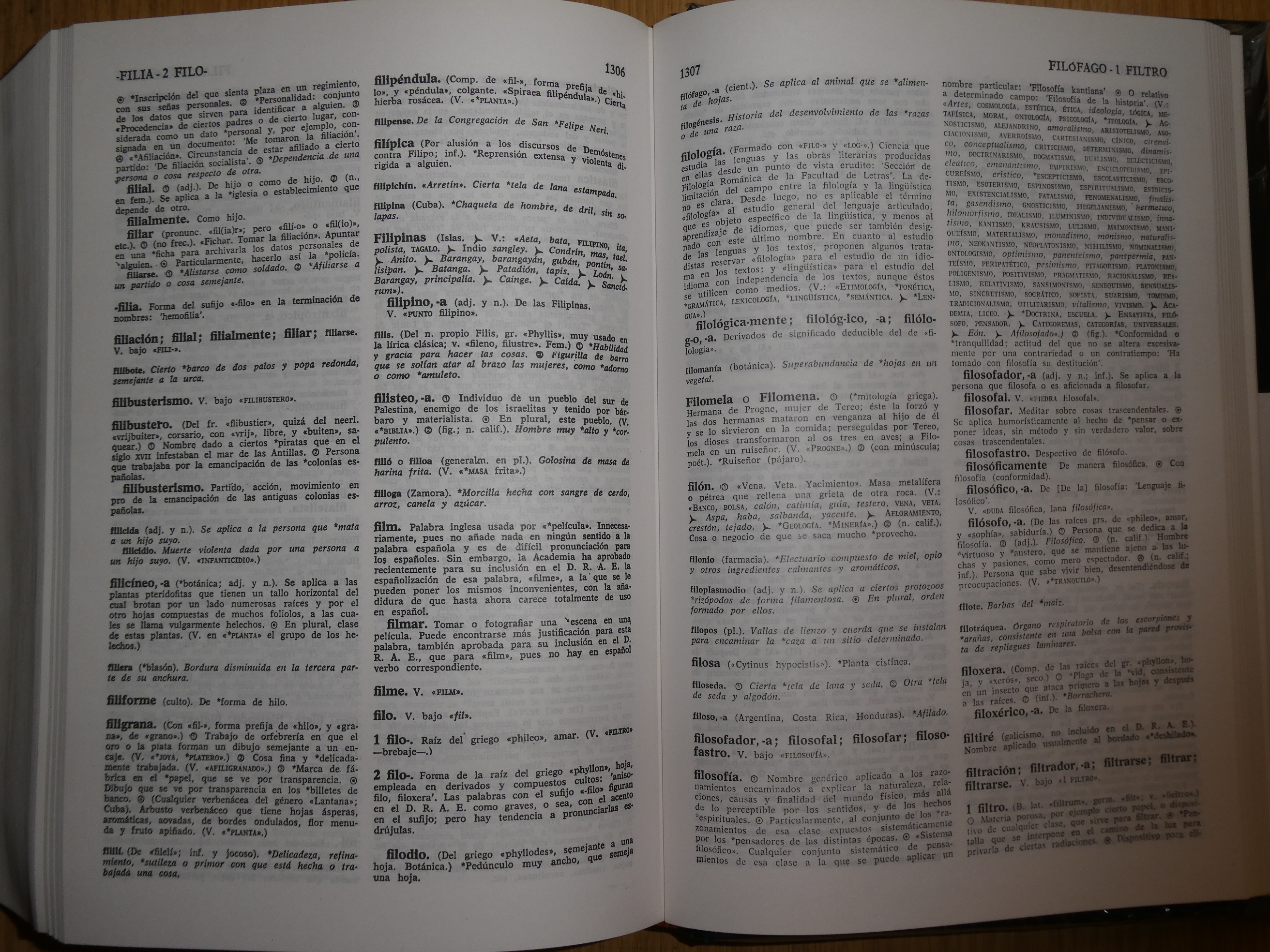
Diccionario de uso del español de María Moliner (ed. de 1990), página de «filología».

La primera versión, y edición, del Diccionario de uso del español se publicó entre los años 1966 y 1967. La editorial continuó publicando reimpresiones de la obra original de María Moliner, tal como la autora la compuso, hasta la 20.ª impresión, en Madrid, año 1997, varios años después de su fallecimiento.
Como Moliner indicó en la presentación de su obra, «La denominación "de uso" aplicada a este diccionario significa que constituye un instrumento para guiar en el uso del español [...] trayendo todos los recursos de que el idioma dispone».
El propósito era tomar la definición de las palabras incluidas en el Diccionario de la lengua española, de la Real Academia Española, para refundirlas y mostrarlas en un modo más actual y ágil.
Para ello, no sigue estrictamente el orden alfabético, sino que se agrupan los términos como en un tesauro: etimológicamente.
La idea no era nueva. Ya en el siglo XX, Paul Robert había hecho lo mismo para la lengua francesa (Grand Dictionnaire alphabétique et analogique de la langue française), y Julio Casares en 1942 para la española. Otro ejemplo es la obra de Peter Mark Roget en inglés.
Así, María Moliner consiguió extraer el significado de las palabras, y agruparlas usando esta base. De un modo natural, se indican relaciones entre los términos, marcando el camino para el correcto uso de ellos.
En la presentación de su libro se explica que las características más importantes son:
- Alumbramiento de modos de decir
  - Sinónimos
  - Catálogos de palabras afines
  - Expresiones pluriverbales
  - Nombres científicos de animales y plantas
- Reglas gramaticales
  - Aclaraciones gramaticales
  - Artículos con desarrollo gramatical
- Estructura y redacción
  - Reelaboración de los artículos
  - Estructura ascensional
  - Teoría de la definición
  - Definición de las palabras cumbre
  - Fórmulas definitorias
  - Los participios
  - Los adjetivos
  - Ciertas especificaciones necesarias en la definición
- Etimologías
  - Las etimologías
  - Extensión con respecto al DRAE
  - Neologismos; puristas e innovadores
  - Adición de modismos
  - Ordenación por familias
  - Desdoblamiento de los signos ch y ll
  - Ordenación de las acepciones
  - Palabra ordenatriz en los modismos y frases.

### Segunda edición (1998)
La editorial Gredos tenía los derechos de publicación, y en 1998 decidió actualizar el diccionario. Para ello ordenó alfabéticamente las palabras y modificó abundantes significados.
Los cambios realizados ofendieron a los herederos de María Moliner, que interpusieron varias demandas contra esta edición. A fecha de 2007, todas las alegaciones habían sido denegadas y el diccionario de la primera edición sólo está disponible de segunda mano.

### Tercera edición (2007)
Publicada en 2007, según la propia editorial, esta versión se debe a un proceso «de revisión y actualización, y a ciertos cambios formales que han permitido clarificar el texto y facilitar su consulta».
Esta edición está también disponible en versión electrónica en un CD-ROM que incluye 7700 entradas y 25 000 acepciones nuevas.

### Cuarta edición (2016)
Publicada en 2016, según la propia editorial, esta versión «ha sido revisada y actualizada en profundidad y con rigor. Edición ampliada y renovada».
Esta edición está también disponible en versión electrónica en un CD-ROM que incluye 5500 entradas nuevas, llegando a 92 700.

## Obras audiovisuales
- Diccionario. Obra de teatro sobre la vida de María Moliner escrita por Manuel Calzada Pérez, dramaturgo español.[1]

## Pleitos
El 6 de junio de 1979, Pedro Ramón Moliner, a partir de un acuerdo privado del 28 de agosto de 1977 con sus otros tres hermanos, había comprado a su madre el Diccionario. Dado el estado mental de María Moliner, en sus últimos años de vida, el sentido de aquella compra consistía esencialmente en la protección de la obra. María Moliner falleció sin haber hecho testamento. Pedro creó una sociedad anónima, Pedro Ramón Moliner S. A., para ocuparse del Diccionario, pero murió prematuramente, en 1985. Mientras Pedro vivió, nadie pudo cambiar nada del Diccionario.
En 1988, los titulares de la sociedad Pedro Ramón Moliner S. A. eran su viuda, Annie Jarraud y sus tres hijos. Llegaron a un acuerdo con la editorial Gredos para la publicación del «Diccionario de uso del español, de María Moliner, 2.ª edición (1998)».
Los herederos de María Moliner presentaron una solicitud de medidas cautelares de protección urgente de su diccionario, consistentes en el secuestro de la llamada «segunda edición» del mismo. El Tribunal de la Audiencia Provincial de Madrid dictaminó que: «La demanda tendría carácter prematuro, puesto que está pendiente la resolución del proceso principal, en el que debe recaer una resolución de fondo sobre la denunciada vulneración de los derechos invocados».
La primera edición del diccionario estaba retirada del mercado y la editorial Gredos vendía la segunda edición.
El 17 de junio de 1999, se interpuso una demanda ante los tribunales civiles de Madrid solicitando que se condenase a la editorial Gredos a retirar del comercio la segunda edición (no autorizada) y a proceder a la destrucción de todos los ejemplares editados, y a restituir a librerías y comercios los ejemplares de la edición auténtica (primera edición). En primera instancia fue sentenciada negativamente ya que el magistrado argumentó que los derechos patrimoniales y morales forman un todo unitario.
Se presentó una apelación el 18 de octubre de 2001. En segunda instancia la sentencia del 16 de septiembre de 2002 refería todo el caso a un contrato por la autora con la demandada (editorial Gredos) para una segunda edición revisada de la obra.
El 19 de enero de 2001, Fernando Ramón Moliner interpuso recurso de amparo ante el Tribunal Constitucional contra la resolución de la Audiencia Provincial de Madrid.
El 16 de octubre de 2002 se presentó recurso de casación. El alto tribunal falló en contra el 27 de abril de 2006 por dos razones:
- porque era necesario que, «además de existir infracción de ley sustantiva [desde luego, algo que el tribunal no pone en cuestión], los asuntos sustanciados en atención de la materia aparezcan resueltos contra doctrina jurisprudencial del Tribunal Supremo...». A este respecto, «es preciso citar dos o más sentencias de la Sala Primera»; y la parte recurrente «cita una sola Sentencia» (subrayados en el original).
- y porque «la sentencia dictada por la Audiencia Provincial tiene vedado el acceso al recurso de casación al no alcanzar el litigio la cuantía establecida... porque se trata de una «demanda de cuantía inestimable».[16]

El 21 de enero de 2006, transcurridos veinticinco años de la muerte intestada de María Moliner, su diccionario dejó de ser propiedad de la sociedad Pedro Ramón Moliner, S. A. A partir de dicha fecha, la propiedad intelectual del Diccionario de uso del español corresponde a los herederos forzosos del autor (de acuerdo con el art. 6 de la Ley de 1879): los cuatro hijos de María Moliner, o los herederos de estos.